# Župnija Črmošnjice
Župnija Črmošnjice je rimskokatoliška teritorialna župnija dekanije Novo mesto škofije Novo mesto.
Župnijska cerkev je cerkev Vnebovzetja Device Marije.

## Zgodovina
Župnija je bila ustanovljena leta 1509, ko se je odcepila od župnije Kočevje.
Do 7. aprila 2006, ko je bila ustanovljena škofija Novo mesto, je bila župnija del nadškofije Ljubljana.